# Aleksandr Dwornikow
Aleksandr Władimirowicz Dwornikow (ros. Александр Владимирович Дворников; ur. 22 sierpnia 1961 w Ussuryjsku) – rosyjski generał armii, Bohater Federacji Rosyjskiej.

## Życiorys
W 1978 skończył szkołę wojskową w Ussuryjsku, w 1982 moskiewską wyższą szkołę dowódczą, w 1991 Akademię Wojskową im. Frunzego, a w 2005 Wojskową Akademię Sztabu Generalnego. Od 1982 był na Dalekim Wschodzie kolejno dowódcą plutonu, kompanii, szefem sztabu batalionu, a w 1991 zastępcą dowódcy batalionu w Zachodniej Grupie Wojsk, 1992–1994 dowodził samodzielnym batalionem. W 1995 został szefem sztabu i zastępcą dowódcy, a w 1996 dowódcą pułku 10 Gwardyjskiej Dywizji Pancernej, od 1997 był dowódcą pułku 2 Gwardyjskiej Dywizji w Moskiewskim Okręgu Wojskowym. W latach 2000–2003 był szefem sztabu dywizji i dowódcą dywizji w Północnokaukaskim Okręgu Wojskowym, 2005–2008 zastępcą dowódcy armii i szefem sztabu 36 Armii w Syberyjskim Okręgu Wojskowym, 2008–2010 dowódcą 5 Armii w Dalekowschodnim Okręgu Wojskowym, a 2011–2012 zastępcą dowódcy wojsk Wschodniego Okręgu Wojskowego. Od maja 2012 do czerwca 2016 był szefem sztabu – I zastępcą dowódcy wojsk Centralnego Okręgu Wojskowego (13 grudnia 2012 otrzymał stopień generała porucznika, a 13 grudnia 2014 generała pułkownika), w listopadzie–grudniu 2012 p.o. dowódcy tego okręgu wojskowego, a od września 2015 dowódca Zgrupowania Sił Zbrojnych Federacji Rosyjskiej w Syrii; koordynował działania rosyjskich wojsk wymierzonych w Wolną Armię Syrii i Państwo Islamskie. W lipcu 2016 został zastępcą dowódcy, a we wrześniu 2016 dowódcą wojsk Południowego Okręgu Wojskowego (od czerwca 2020 w stopniu generała armii).
W kwietniu 2022 roku został wskazany przez Władimira Putina jako głównodowodzący wojsk rosyjskich w wojnie na Ukrainie.

## Odznaczenia
- Bohater Federacji Rosyjskiej (2016)
- Order „Za zasługi dla Ojczyzny” III klasy z Mieczami (2017)
- Order „Za zasługi dla Ojczyzny” IV klasy z Mieczami (6 maja 2000)
- Order Męstwa (2 lutego 1996)
- Order „Za zasługi wojskowe” (20 stycznia 1996)
- Order „Za służbę Ojczyźnie w Siłach Zbrojnych ZSRR” III klasy
- Medal Orderu „Za zasługi dla Ojczyzny” II klasy

I medale oraz odznaczenia zagraniczne.